# Amanzio Todini
Amanzio Todini (Roma, 1 de gener de 1947 - Roma, 6 de juny de 1995) va ser un director de cinema i guionista italià.

## Biografia
La carrera de Todini alterna entre assistent de direcció i guió. Ha col·laborat entre molts amb Alberto Sordi, Sergio Corbucci i Mario Monicelli. Precisament per a aquest últim també va escriure els diàlegs de la sèrie de televisió Le due vite di Mattia Pascal, un drama de la Rai que es va emetre l'any 1985.
També va estar darrere de la càmera de la seqüela I soliti ignoti vent'anni dopo.

## Filmografia
Director
- I soliti ignoti vent'anni dopo (1985)
- Non tutto rosa

Ajudant de director
- Giallo napoletano, de Sergio Corbucci (1979)

Guionista
- Le due vite di Mattia Pascal, de Mario Monicelli (1985)
- I soliti ignoti vent'anni dopo (1985)
- Rossini! Rossini!, de Mario Monicelli (1991) - no acreditat